# イジー・レフ

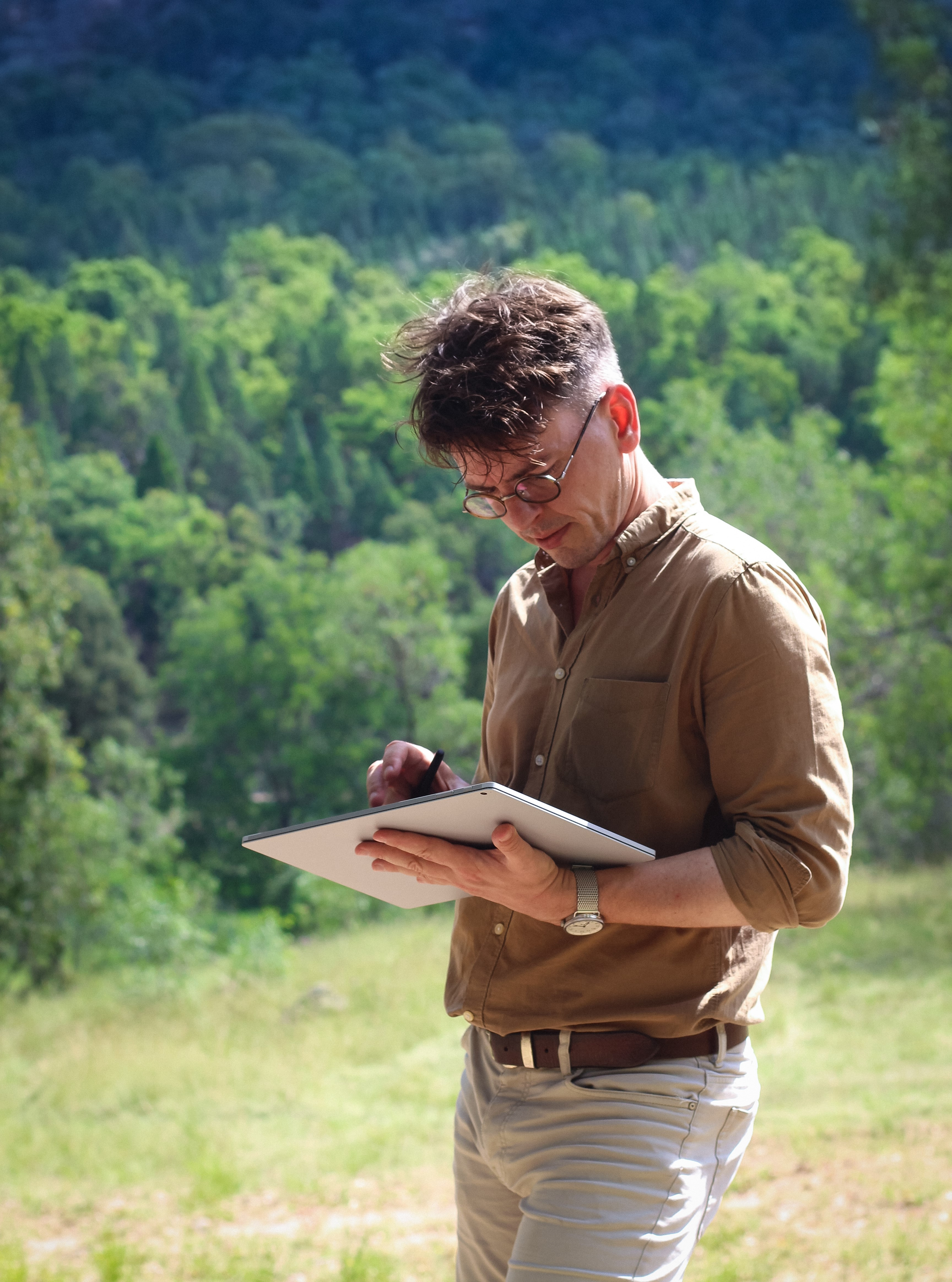
2019年

イジー・レフ（チェコ語: Jiri Lev[ˈjɪrɪ ˈlɛv]、1979年 - ）は、オーストラリアの建築家、都市計画家。
住宅、宗教建築物、公共建築、災害からの復興、人道的な開発の分野で活動しているほか、持続可能かつ、回復力のある建築について講義や集会、執筆活動などで教えている。伝統的な建築に影響を受け、天然素材や生原料を多用するほか、建築資材の地産地消を行うなどし、合成処理や塗料、プラスチックの使用を避けた作品が特徴である。オープンソースとして公開されている作品には何度も採用されたものある。
父は同じく建築家のイジー・レーヴ。

## 経歴
チェコスロバキア（現・チェコ）ブルノで建築家の家庭に生まれ、インターネットやSNSが普及する直前に両親の設計した図面や模型、自然科学の収集物、本や植物が多数ある環境で育ち、同地のグラマースクールで学んだ。1998年にプラハで自身のデザイン事務所を設立し、2005年にシドニーへ移住した。同地のニューカッスル大学でリチャード・ルプラストリアーとケリー・クレアとリンゼイ・クレアのもとで建築学修士を取得したほか、在学中にはアーキキャンプを設立した。2014年にはアトリエ・イジー・レフを設立し、様々な業務を行った。

## 活動
アトリエ・イジー・レフの最初の活動として、グルゴン・ホルターマン博物館の歴史的建造物2棟を改修して再利用を可能にし、多目的パビリオンを設置した。
2019年から2020年にかけて発生したオーストラリア森林火災を受けて、オーストラリアの建築事務所が参加し、被災者に無償で支援を提供するプロボノであるアーキテクツ・アシストを設立し、2020年時点では600の建築事務所が参加している。

### 政治活動
2025年6月、タスマニア州議会選挙のライオンズ選挙区に無所属で立候補する意向を表明した。